# Dendrophylax gracilis
Dendrophylax gracilis är en orkidéart som först beskrevs av Célestin Alfred Cogniaux, och fick sitt nu gällande namn av Leslie Andrew Garay. Dendrophylax gracilis ingår i släktet Dendrophylax och familjen orkidéer.
Artens utbredningsområde är Kuba. Inga underarter finns listade i Catalogue of Life.